# Holothuria flavomaculata
Holothuria flavomaculata is een zeekomkommer uit de familie Holothuriidae.
De wetenschappelijke naam van de soort werd in 1868 gepubliceerd door Karl Semper.